# Vahetuskari (ö, lat 60,66, long 21,51)
Vahetuskari är en ö i Finland. Den ligger i sjön Ahmasvesi och i kommunen Nystad i den ekonomiska regionen Nystadsregionen och landskapet Egentliga Finland, i den sydvästra delen av landet, 190 km väster om huvudstaden Helsingfors. Öns area är 0,8 hektar och dess största längd är 130 meter i nord-sydlig riktning.